# Daniel Hug
Daniel Hug (Basilea, 19 settembre 1884 – Trieste, 28 novembre 1918) è stato un calciatore e allenatore di calcio svizzero.

## Carriera
Cresciuto tra le file del Basilea, del quale divenne, a partire dal 1902, il primo capitano in assoluto del club svizzero.
Con il Basilea nel 1907 vinse il girone centrale del campionato svizzero, classificandosi per il girone finale che assegnava la vittoria finale. Hug ed il suo club si classificarono al terzo e ultimo posto del gironcino.
Nel 1908 si trasferì in Italia, nel Genoa, anno in cui il club rossoblu giocò solo incontri amichevoli per l'autosospensione dei genovesi dalle competizioni per il blocco degli stranieri.
L'esordio ufficiale con il Grifone avvenne il 7 febbraio 1909 nel derby pareggiato 3 a 3 contro l'Andrea Doria.
Nel club genovese rivestì il doppio ruolo di allenatore e giocatore.
Infortunatosi gravemente il 21 marzo 1909 durante una mischia nella semifinale contro la Pro Vercelli, nella quale gli viene spezzata una gamba dai giocatori vercellesi, vide la sua carriera compromessa.
Confermato nel ruolo di allenatore giocatore anche la stagione seguente, si ritirò per il grave infortunio patito nel 1909 nell'ottobre 1910.
Rimase nella società genoana come socio promotore.

### Nazionale
Mentre militava nel Basilea, vestì la maglia della nazionale svizzera due volte.
Il suo primo incontro fu il match amichevole tra Svizzera e Francia dell'8 marzo 1908 a Ginevra, che vide soccombere gli elvetici per 2 a 1.
La seconda convocazione fu contro la Germania, a Basilea il 5 aprile 1908. Questo incontro, che fu il primo disputato dalla nazionale teutonica, fu vinto dagli svizzeri per 5 reti a 3.
Alcune fonti gli attribuiscono anche una marcatura con i rossocrociati.

## Statistiche

### Cronologia presenze e reti in Nazionale
| Cronologia completa delle presenze e delle reti in nazionale ― Svizzera | Cronologia completa delle presenze e delle reti in nazionale ― Svizzera | Cronologia completa delle presenze e delle reti in nazionale ― Svizzera | Cronologia completa delle presenze e delle reti in nazionale ― Svizzera | Cronologia completa delle presenze e delle reti in nazionale ― Svizzera | Cronologia completa delle presenze e delle reti in nazionale ― Svizzera | Cronologia completa delle presenze e delle reti in nazionale ― Svizzera | Cronologia completa delle presenze e delle reti in nazionale ― Svizzera |
| Data                                                                    | Città                                                                   | In casa                                                                 | Risultato                                                               | Ospiti                                                                  | Competizione                                                            | Reti                                                                    | Note                                                                    |
| ----------------------------------------------------------------------- | ----------------------------------------------------------------------- | ----------------------------------------------------------------------- | ----------------------------------------------------------------------- | ----------------------------------------------------------------------- | ----------------------------------------------------------------------- | ----------------------------------------------------------------------- | ----------------------------------------------------------------------- |
| 08/03/1908                                                              | Ginevra                                                                 | Svizzera                                                                | 1 – 2                                                                   | Francia                                                                 | Amichevole                                                              | -                                                                       |                                                                         |
| 05/04/1908                                                              | Basilea                                                                 | Svizzera                                                                | 5 – 3                                                                   | Germania                                                                | Amichevole                                                              | -                                                                       |                                                                         |
| Totale                                                                  |                                                                         | Presenze                                                                | 2                                                                       |                                                                         | Reti                                                                    | 0                                                                       |                                                                         |